# Enroulement chlorotique de l'abricotier
L’enroulement chlorotique de l’abricotier (ECA), ou dépérissement de Molières, est une maladie de l'abricotier causé par une espèce de phytoplasmes, Candidatus Phytoplasma prunorum, connue essentiellement en Europe. Cette maladie se caractérise par un dépérissement des arbres, avec un débourrement et une feuillaison précoce en hiver, et par une baisse significative de la production.
Certains auteurs ont proposé de rapprocher cette maladie de l'abricotier d'autre maladies affectant d'autres espèces de Prunus, ayant le même agent pathogène et le même insecte vecteur et provoquant des symptômes similaires, comme la leptonécrose du prunier, le jaunissement du pêcher et le déclin du prunier, du pêcher et de l'amandier, et de les regrouper sous une dénomination commune, à savoir « jaunisse européenne des fruits à noyau » (European stone fruit yellows, ESFY). 

## Plantes-hôtes
Les hôtes naturels du phytoplasme du prunier sont les espèces d'arbres, sauvages et cultivés, du genre Prunus. Ce phytoplasme infecte principalement l'abricotier, le pêcher et le prunier du Japon (Prunus salicina). Les pruniers peuvent être porteurs asymptomatiques de la maladie.
La plupart des espèces du genre Prunus peuvent être infectées expérimentalement et certaines présentent des symptômes graves. Les pruniers européens sont assez tolérants à la maladie. Ainsi Prunus cerasifera, Prunus mahaleb, Prunus padus, Prunus spinosa, Prunus tomentosa, sont très tolérants à la maladie et ne présentent qu'exceptionnellement des symptômes spécifiques. Cependant Prunus cerasifera, Prunus spinosa et Prunus tomentosa sont assez sensibles. Prunus avium en revanche a démontré un niveau élevé de résistance au phytoplasme du prunier. La présence de l'agent pathogène a également été signalée chez Prunus serrulata, Prunus amygdalus, Prunus insititia et Prunus cerasus. La sensibilité des porte-greffes à la maladie varient selon les génotypes : certains sont très sensibles, à savoir les plants d'abricotier et les pêchers 'Rubira', d'autres, comme les pruniers 'Bromptom' sont tolérants. 
Certaines plantes adventices, telles que Convolvulus arvensis et Cynodon dactylon peuvent aussi être infectées naturellement.

## Symptômes
Les symptômes de l'ECA apparaissent tout au long de l'année. Ils varient selon les espèces et les cultivars, et dépendent de facteurs environnementaux mal définis. Dans un  délai  de  un  à  trois  ans  après  l’apparition  des  premiers  symptômes, les arbres dépérissent et meurent. 
Chez l'abricotier, les arbres infectés portent des feuilles au printemps, avant l'ouverture des boutons floraux. Dans le courant de l'été, l'enroulement des feuilles se développe progressivement. Le limbe s'enroule le long d'une ligne allant du pétiole à la pointe, formant un cône ou un cornet. Une chlorose irrégulière apparaît sur le limbe entre les nervures  est également observé.

## Transmission
La transmission de la maladie se fait principalement par le psylle du prunier (Cacopsylla pruni), espèce d'insectes hémiptères de la famille des Psyllidae. Ces insectes se nourrissent du phloème des diverses espèce de Prunus et transmettent le phytoplasme à la plante sur un mode persistant.
La période minimale d'acquisition du phytoplasme par le psylle du prunier est de 2 à 4 jours. La période de latence minimum est de 2 à 3 semaines  et la période d’inoculation minimale est de 1 à 2 jours. La période de rétention d'infectivité du vecteur pour la maladie et son agent causal Candidatus Phytoplasma prunorum, c'est-à-dire le temps pendant lequel le psylle reste infectieux, dure tout l'hiver et le printemps suivant.
Il faut  4 à 5 mois après la transmission du phytoplasme pour que les plants de Prunus infectés montrent les symptômes  typique de l'ECA.
Les hôtes sauvages du genre Prunus servent de réservoir à la fois au psylle et au phytoplasme. Ces hôtes sauvages restent souvent asymptomatiques et abritent plus d'insectes vecteurs que les variétés cultivées. 
La maladie peut aussi se transmettre par greffage. La dissémination de la maladie à grande distance se fait surtout par l'introduction de matériel végétal obtenu par multiplication végétative (jeunes plants, greffons, porte-greffe).

## Distribution
Cette maladie est surtout connue dans les pays d'Europe bordant la mer Méditerranée (Espagne, France, Italie, Grèce) où de graves épidémies ont été observées. Elle a également été détectée dans d'autres régions de culture des fruits à noyau, notamment en Angleterre, Autriche, Bosnie-Herzégovine, Bulgarie, Hongrie, République tchèque, Roumanie, Slovénie, Suisse, Pologne, ainsi qu'en Azerbaïdjan et en Turquie. La maladie a également été signalée en Afrique du Sud en 1986 (signalement non confirmé).

## Méthodes de lutte
Il n'existe aucun produit phytosanitaire permettant de traiter cette maladie. La lutte repose principalement sur des méthodes prophylactiques, qui consistent à éliminer les  arbres infectés, à utiliser du matériel végétal indemne de l'agent pathogène, à désinfecter régulièrement les outils de taille.
On peut recourir à des insecticides pour lutter contre l'insecte vecteur, la psylle du prunier.
Pour éviter la dissémination de la maladie dans de nouvelles régions, le phytoplasme du prunier (Apricot chlorotic leaf roll phytoplasma) a été classé comme organisme de quarantaine et inscrit sur la liste A2 de l'Organisation européenne et méditerranéenne pour la protection des plantes (OEPP).